# Piața Unirii din Timișoara
Piața Unirii este cea mai veche piață istorică din Timișoara, amenajată în stil baroc.
De-a lungul istoriei sale piața s-a numit și Hauptplatz (Piața Principală), Domplatz (Piața Domului) și Piața Losonczy (după numele comitelui Ștefan Losonci, ucis în 1552 când cetatea a fost cucerită de turci). Numele de Piața Unirii i-a fost dat în 1919, pentru că aici s-au oprit trupele române care au intrat în Timișoara.
Obiectivul găzduiește importante obiective turistice, precum Domul romano-catolic, Palatul Baroc, Catedrala Ortodoxă Sârbă, Casa Brück, Monumentul Sfintei Treimi, fântâna cu apă minerală și alte monumente arhitecturale. Are o suprafață mare, dimensiunile fiind de 150 x 110 m.

## Istoric

Piața Unirii (Domului), în 1860

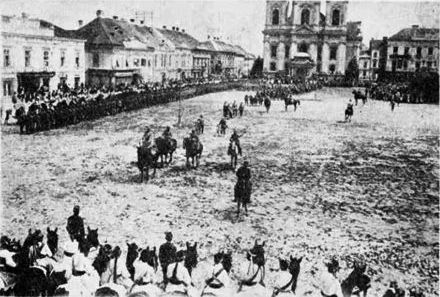
3 august 1919, intrarea trupelor române in Timișoara

Dezvoltarea Pieței Unirii este legată de istoria orașului. În 1716 trupele imperiale ale generalului Eugeniu de Savoia au cucerit Timișoara din mâinile otomanilor, deschizând două secole de dezvoltare urbană în directă legătură cu stăpânirea austriacă și austro-ungară. Chiar în acela an a început redesenarea Timișoarei, care a devenit dintr-o cetate medievală înconjurată de mlaștini o fortăreață modernă cu străzi sistematizate.
În 1716, teritoriul actualei piețe era traversat de la colțul nord-vestic la cel sud-estic de un val de pământ, care făcea parte din fortificațiile Timișoarei. La exteriorul său era șanțul cetății. Dacă la acel moment valul deteriorat în asediu a fost reparat, la 1740 a început demolarea lui și umplerea șanțului. Încă din 1733 se întocmiseră proiecte pentru amenajarea pieței.
Cartierul Cetate al Timișoarei și-a păstrat în mare măsură aspectul pe care îl avea când italianul Francesco Griselini a vizitat Timișoara, în a doua jumătate secolul al XVIII-lea. De pe vremea aceea există piețele Libertății (fosta Piața Paradei) și Unirii (fosta Piața Domului).
Au existat la vremea construirii pieței multe discuții privitoare la dimensiunea ei și la amplasarea bisericilor. În cele din urmă biserica romano-catolică a fost amplasată lateral de axul pieței, în timp cea biserica ortodoxă a fost amplasată pe axul central.
În 1736 a început construcția Catedralei episcopale romano-catolice, arhitect fiind vienezul Fischer von Erlach (fiul). Între 1745 și 1748 a fost construită în stil baroc vienez și catedrala sârbească. În 1754 a fost ridicată clădirea Prefecturii vechi (actualul Palat Baroc), fiind inițial sediul guvernatorilor civili ai Banatului. Atât în Piața Unirii cât și în Piața Libertății s-au păstrat o serie de clădiri din secolul al XVIII-lea, însă de multe ori doar interiorul s-a păstrat în forma originală, iar fațadele au fost modificate de-a lungul timpului.

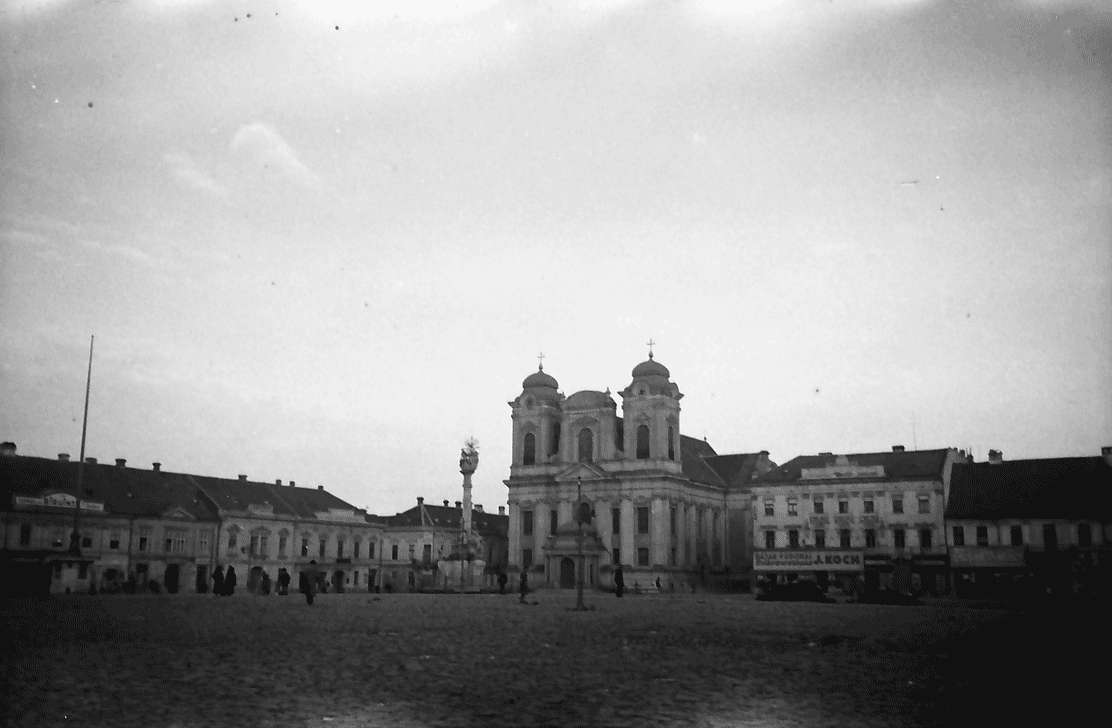
Piața Unirii în aprilie 1937

La 1 noiembrie 1846, pianistul virtuoz Franz Liszt a poposit în Timișoara, în cadrul turneului despre care dorea să fie ultimul din cariera sa. Primirea care i s-a făcut a fost deosebită, în Piața Domului ridicându-i-se un arc de triumf, pe care erau înscrise cuvine de întâmpinare. Liszt a concertat la 2 noiembrie în sala festivă a primăriei, care se afla în clădirea care în prezent adăpostește cursurile primare ale Liceului „Nikolaus Lenau” (vedeți aici).
După retragerea din Banat a trupelor sârbești, la 3 august 1919 trupele române intrate în Timișoara s-au îndreptat spre piață, unde urma să se desfășoare solemnitatea oficială a Unirii.
În perioada comunistă a fost construit un bloc în trepte în apropiata Piață Mărăști, care se repercutează din punct de vedere estetic negativ asupra Pieței Unirii, fiind ușor vizibil.

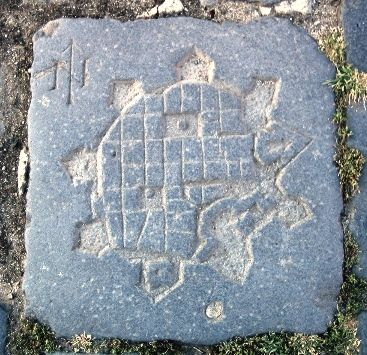
Harta Cetății Timișoara gravată pe o piatră a pavajului

Șerban Sturdza a contribuit la restaurarea pieței în anii ’80. Pentru meritele sale, i-a fost decernat în 1987 Premiul UAR - Renovare Piața Unirii Timișoara - centrul istoric al orașului, fațade, mobilier urban, iluminat artistic, plantații.
În decembrie 2010 a fost propus un proiect de reabilitare a Cazărmii, care consta în adăugarea unui imobil de sticlă înalt de 8 până la 14 etaje. În întâlnirea informală în care a fost prezentată de arhitectul Dorin Ștefan, ideea s-a lovit de dezaprobarea arhitecților prezenți.
La începutul anului 2013 a fost anunțat un proiect amplu de reabilitare a centrului istoric al Timișoarei, în cadrul căruia urmau să fie reabilitate patru piețe, printre care și Piața Unirii, și mai multe străzi. Proiectul a început în octombrie 2013. În timp ce modificarea celorlalte piețe va fi substanțială și străzile urmează să fie transformate în zone pietonale, în Piața Unirii se vor face doar lucrări de înlocuire a rețelelor subterane și a pavajului..
În februarie 2014, arheologii care lucrau în Piața Unirii au găsit porțiuni din pavaj și trotuare din cărămidă, de la sfârșitul secolului al XIX-lea, despre care se crede că duceau către dom. În aprilie în piață a fost făcută o descoperire arheologică neobișnuită, o cămilă de la mijlocul secolului al XVI-lea.

## Clădiri

### Domul romano-catolic

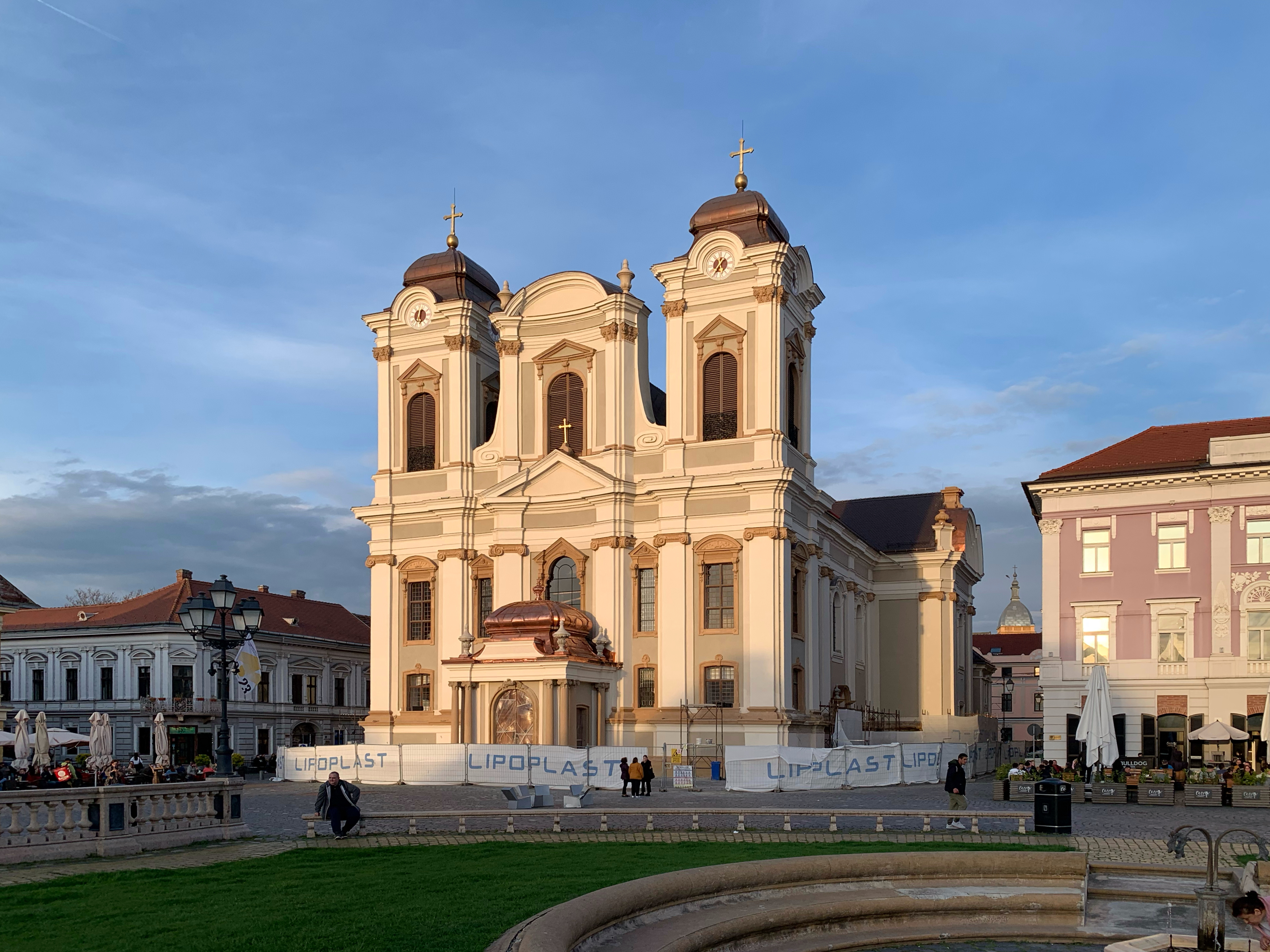
Domul romano-catolic

Clădirea este situată la adresa Piața Unirii nr. 12. Piatra de temelie a domului romano-catolic a fost pusă la data de 6 august 1736. Construcția a durat zeci de ani, clădirea fiind terminată complet abia în 1774. Domul a fost afectat în timpul asediului din 1849.
Arhitectul a fost Joseph Emanuel Fischer von Erlach, care era fiul lui Johann Bernhard Fischer von Erlach. Ambii au fost reprezentanți de seamă ai barocului vienez, Fischer von Erlach tatăl fiind arhitectul unui mare număr de palate din Viena. Printre realizările celor doi se numără și sala monumentală a Bibliotecii Naționale din Austria, proiect care a fost conceput de tată și realizat de fiu.
Clădirea are formă de cruce, având o singură navă centrală. Pe coloanele dispuse de o parte și de alta a navei se sprijină acoperișul semicilindric.
Altarul principal a fost sculptat de Iosef Resler în 1775, iar pe lângă el, lăcașul de cult mai dispune de 9 altare laterale. Orga a fost construită de timișoreanul Leopold Wegenstein. Ceasurile de pe turnuri au fost construite de Iosif Riede.
Clădirea are de asemenea o criptă, în care sunt îngropate personalități catolice importante din istoria Timișoarei și a Banatului. Printre ele, generalul Georg von Rukavina, care a murit la 9 septembrie 1849, după ce participase la despresurarea Timișoarei în același an, în timp ce cetatea era asediată de revoluționarii maghiari.

### Casele canonicilor

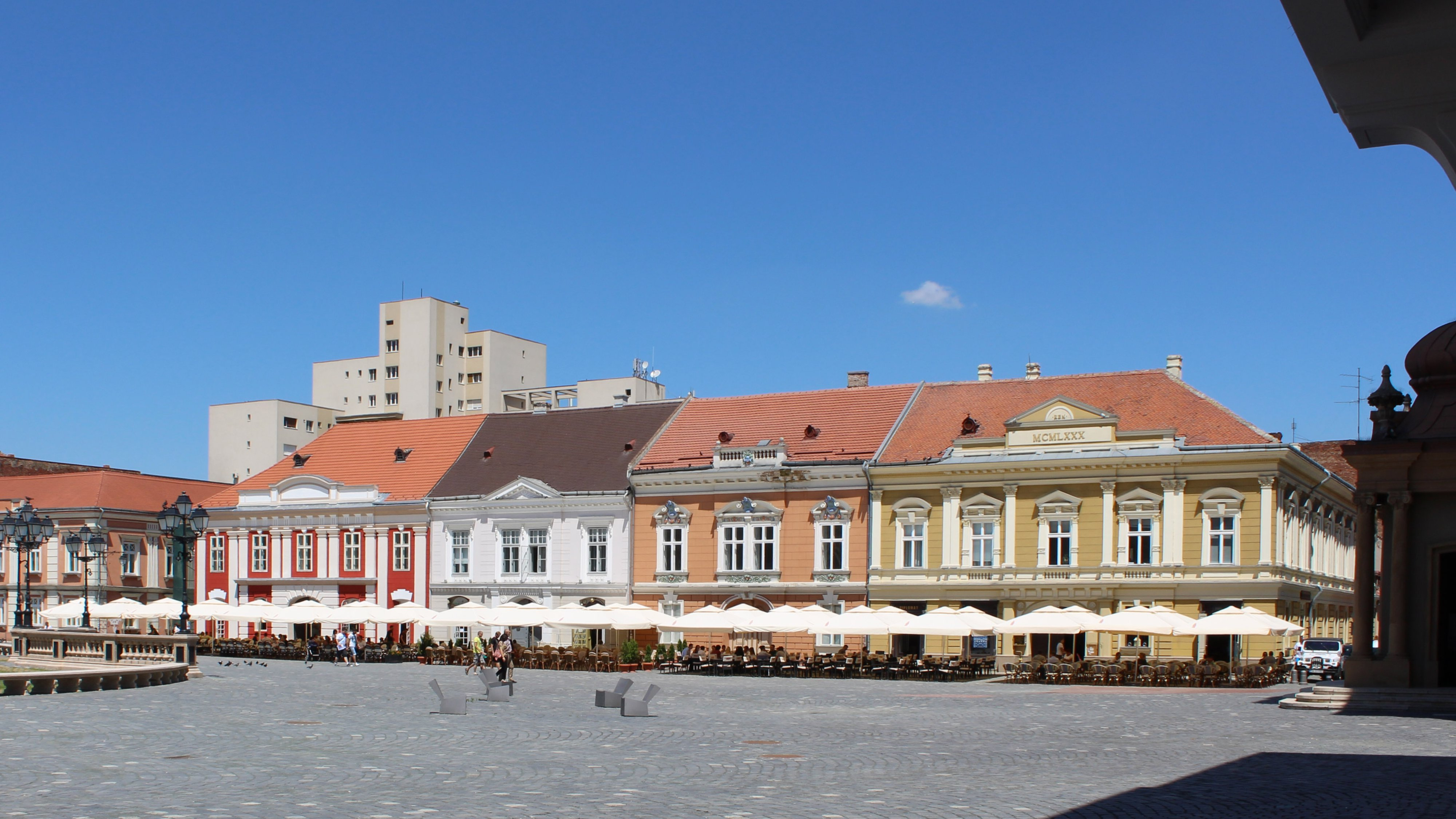
Casele canonicilor

Casele canonicilor sunt un ansamblu de patru clădiri monument istoric, aflate pe latura nordică a pieței, fiind lipite una de alta. Ele sunt atestate încă din anul 1758, deci este probabil să fi fost construite înainte de această dată. Caracteristice modei secolului al XVIII-lea în ce privește locuințele particulare erau casele cu parter și etaj, parterul fiind folosit de pe acea vreme ca spațiu comercial.
Conform istoricului Ioan Hațegan, la 1828 una din case era în proprietatea Episcopiei catolice, în timp ce celelalte trei erau deținute de particulari, anume Servinaț, Costea și Krautvaschel (ortografiat și Koszta, respectiv Krautwaschl). De-a lungul timpului și-a schimbat proprietarii și destinațiile comerciale. În anii '80 ai secolului al XX-lea fațadele au fost renovate.
În 1844 cele patru case aveau o singură fațadă, care a fost probabil deteriorată în cursul evenimentelor din 1849, după aceea fiind refăcute fațade individuale.

### Clădirea școlii primare a Liceului „Nikolaus Lenau”
Clădirea adăpostește clasele primare (I-IV) ale Liceului „Nikolaus Lenau”. Fațada clădirii a fost refăcută între 1995 și 1996 în stil istoricist simplificat, proiectul aparținându-i arhitectei Lucia Pfaff.

### Casa cu Lei

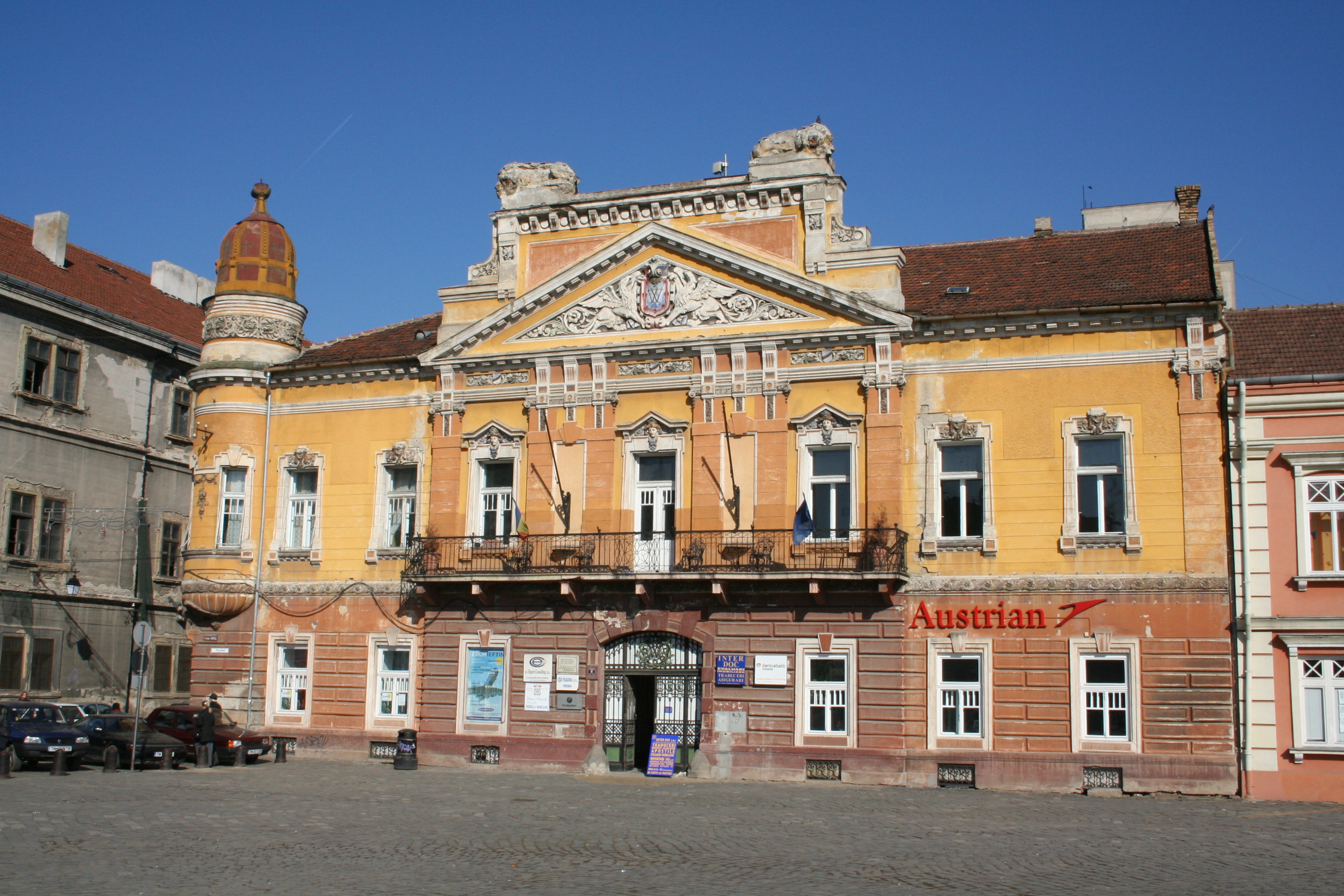
Casa cu Lei

Casa cu Lei este un monument de arhitectură care a fost clădit inițial în stil baroc. Încă de la început a existat bovindoul cu contur rotund de pe colț. Imobilul a fost refăcut după 1900 în stil Secession, la acel moment fiind adăugați leii, care îi dau numele.
De-a lungul istoriei sale, a găzduit ospătăria „La Soarele de Aur”, băcănia „La Câinele Alb” și prăvălia „La Fluierul Mare”. În timpul regimului comunist Casa cu Lei a fost sediu pentru diverse oficii administrative, pentru ca după Revoluția din 1989 să fie sediu pentru diferite firme.

### Casa comunității ortodoxe

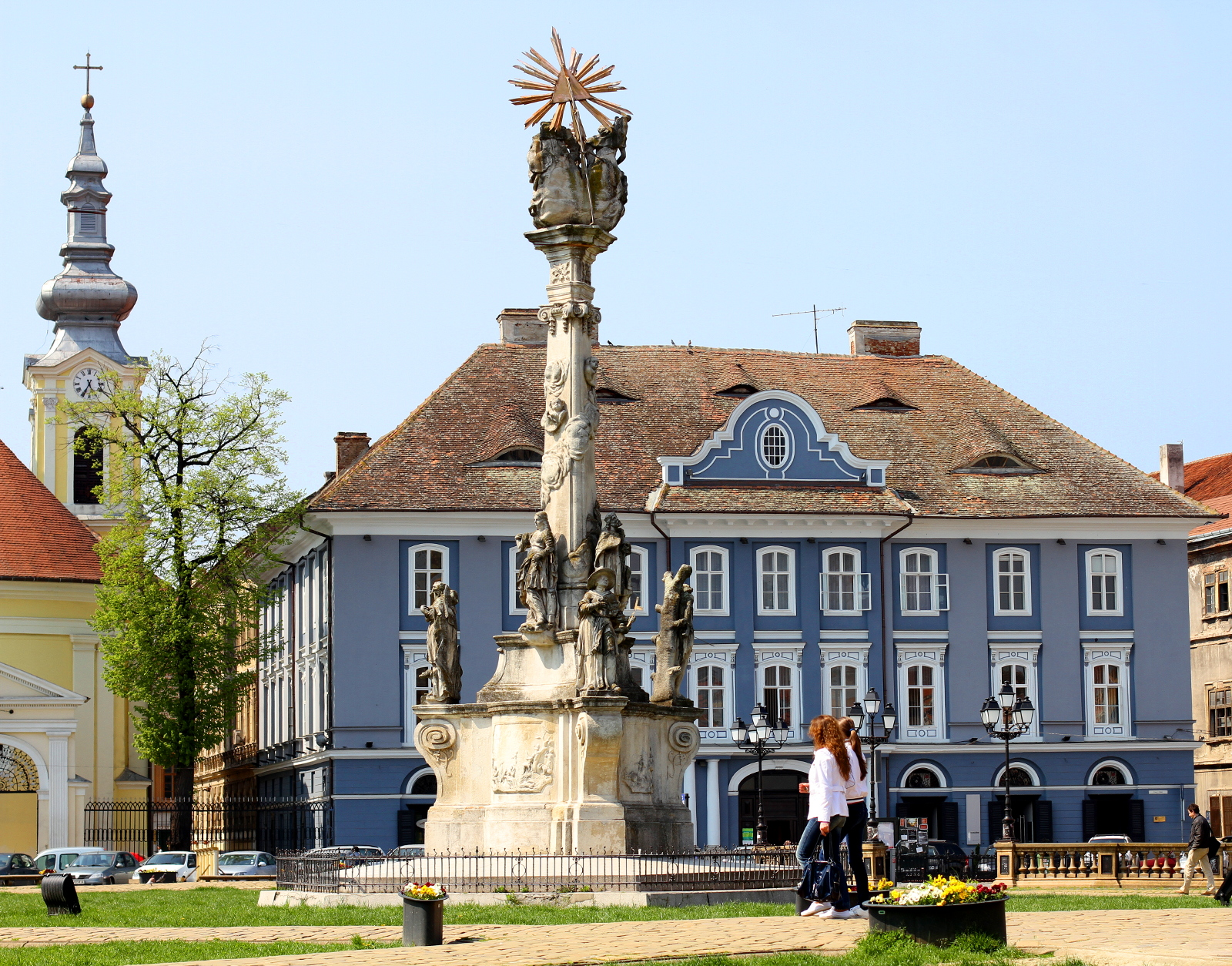
Casa comunității ortodoxe (albastră) pe fundalul Monumentului „Sfintei Treimi”

Pe locul actualei construcții este atestată pe planul cetății Timișoara încă de la 1752 o clădire care deservea comunitatea ortodoxă, atât cea română, cât și cea sârbească. Se afla acolo de asemenea un teren mlăștinos, rămășită a șanțurilor cetăți turcești. Planul exact al acelei clădiri s-a păstrat din 1786–1788.
Clădirea veche a fost însă demolată în anul 1812, iar în locul ei a fost ridicat imobilul actual în anul 1828, în Kasernenstil. Printre locuitorii faimoși ai clădirii au fost baronul de origine macedo-română Duca, juristul Alexandru Bugarschi și politicianul șvab Kaspar Muth.

### Catedrala ortodoxă sârbă

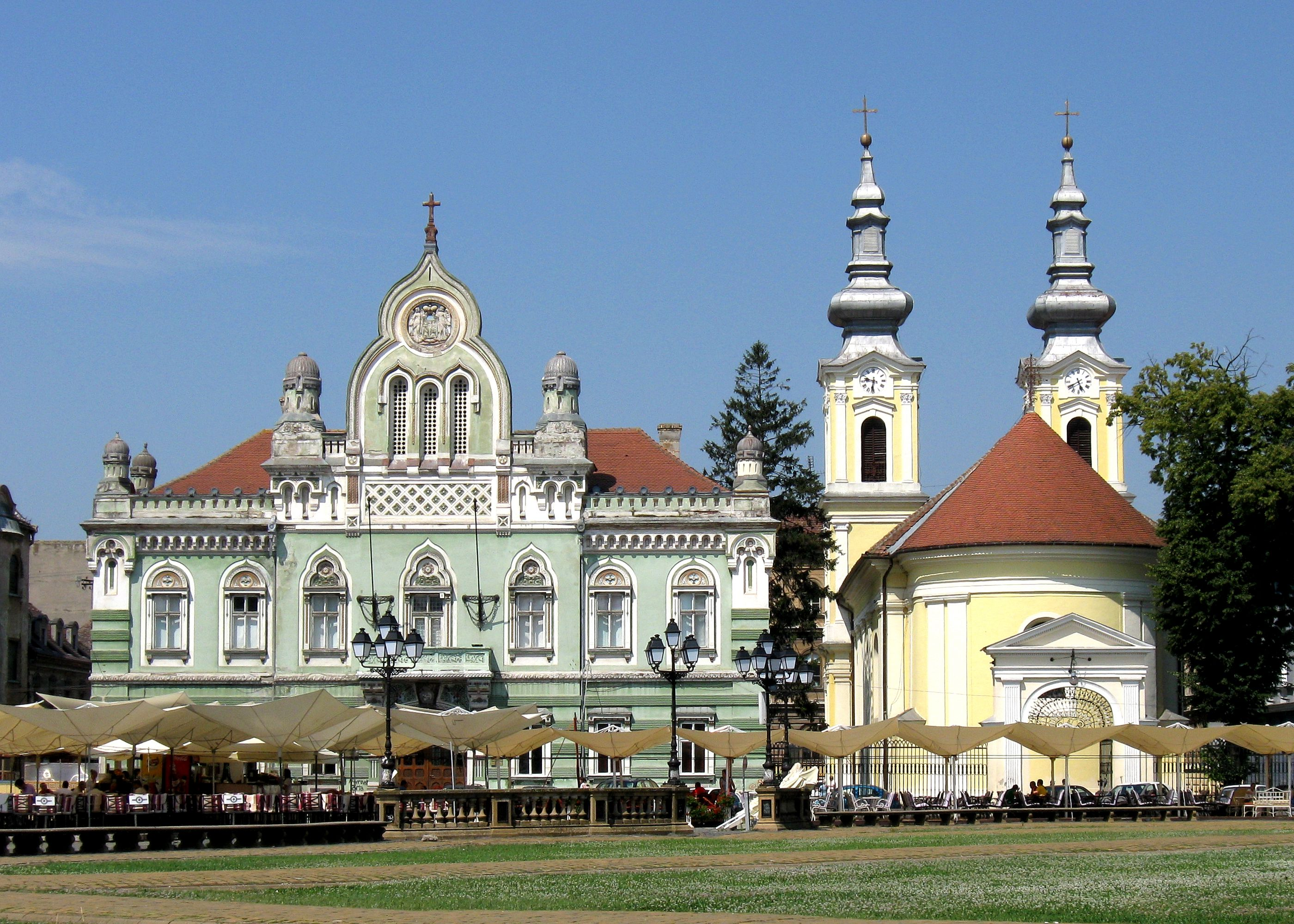
Palatul Episcopiei ortodoxe și Catedrala ortodoxă

Pe locul actualei catedrale a fost înainte de 1745 o biserică de lemn, care servea drept lăcaș de cult atât creștinilor ortodocși de origine română, cât și sârbă. Între 1745 și 1748 a fost construit imobilul, care inițial nu avea turnuri.
Turnurile au fost adăugate spre actuala stradă Ungureanu odată cu restaurarea din 1791, astfel că fațada clădirii nu este spre piață. Abia din 1865 lăcașul de cult a revenit prin partajare comunității sârbești, devenind catedrală ortodoxă sârbă. În secolul al XX-lea, catedrala a fost restaurată în 1906 și 1980.

### Palatul Episcopiei ortodoxe
Palatul Episcopiei este alături de Catedrala ortodoxă și de Casa comunității ortodoxe una din cele trei clădiri situate pe perimetrul așa-zisului careu rascian, porțiunea rezervată comunității ortodoxe în vestul pieței.
Palatul a fost construit între 1745–1747, pe vremea episcopului George Popovici, inițial în stil baroc, însă în forma actuală, clădirea a ajuns în urma modificărilor din 1905–1906, arhitect fiind László Székely. Fațada actuală datează din 1911, fiind definită de elementele decorative sârbești.

### Clădirea Băncii de Scont
Clădirea Băncii de Scont este aflată în colțul pieței, între laturile vestică și sudică. Are fațade atât spre strada Vasile Alecsandri, cât și spre strada Gheorghe Lazăr, prima fațadă fiind mai scurtă și mai bogat ornamentată, în timp ce a doua este mai lungă și mai sobră.
Monumentul a fost construit între 1906-1908, stilul arhitectural fiind caracteristic acelor vremuri, Secession, o variantă vieneză a Jugendstil-ului. Arhitecții au fost Márcel Komor și Dezső Jakab, doi elevi ai lui Ödön Lechner. Inspirația clădirii vine din motive ale folclorului maghiar. Ușile masive sunt decorate cu motivul albinei.

### Casele „La Elefant” și „La Trei Husari”

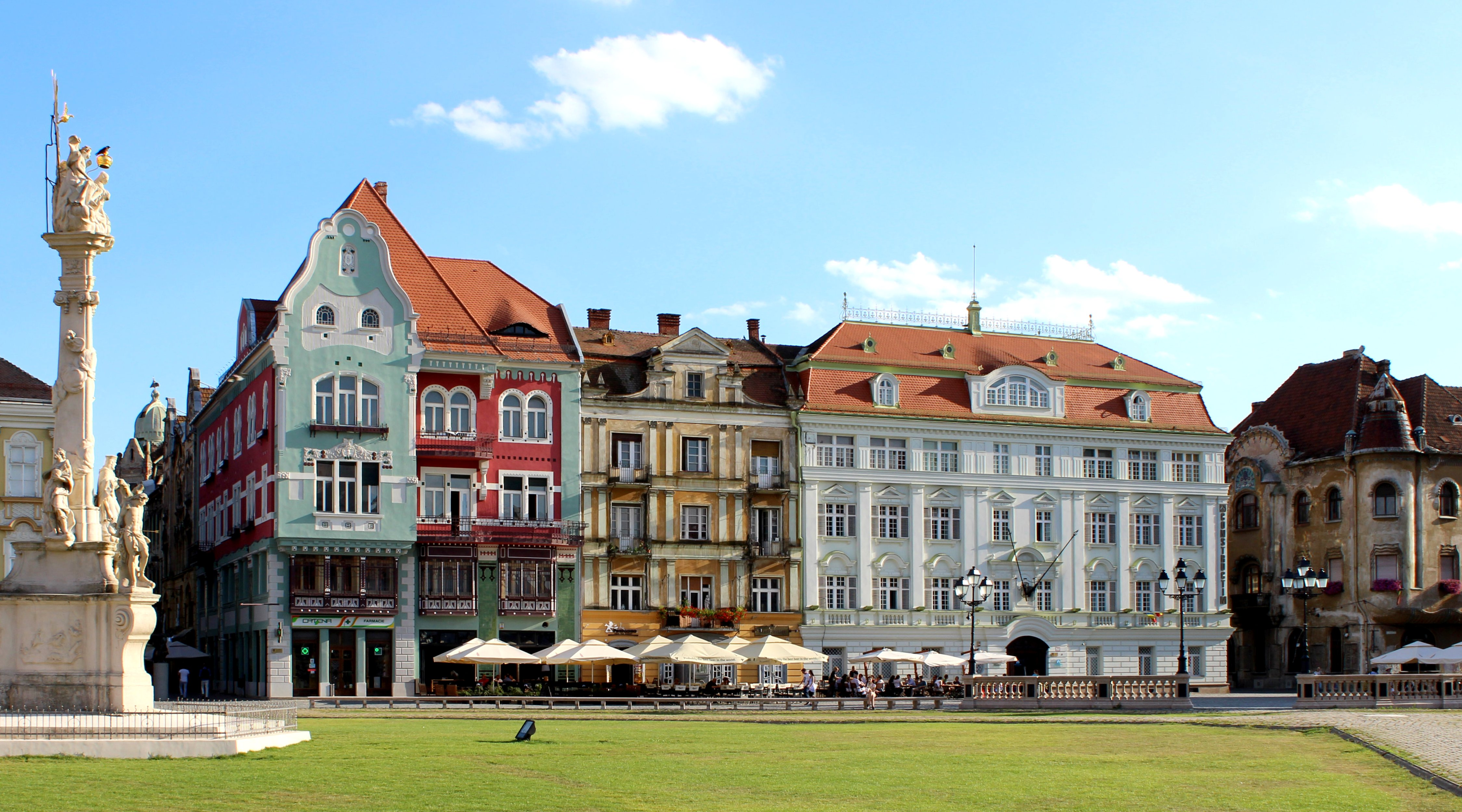
Piața Unirii, latura sudică. De la stânga la dreapta: Casa Brück, Casa „La Trei Husari”, Casa „La Elefant” și Clădirea Băncii de Scont

Pe locul ambelor clădiri exista încă din a doua jumătate a secolului al XVIII-lea un imobil cu parter și etaj, proprietarul fiind un sticlar numit Mathias Simon.
Casa „La Elefant” (al cărui nume – conform istoricului Ioan Hațegan are o origine neclară datorată probabil unui local numit astfel care a fost găzduit de respectiva clădire), este caracterizată de o fațadă barocă.
Clădirea a fost supraetajată în ani '60 ai secolului al XX-lea. Fațada nu a avut mereu aspectul actual – care se datorează arhitectului Șerban Sturdza, cel care a remodelat-o în anii 1980–1981 în stil baroc. Arhitectul Sturdza declara într-un interviu că a ales să refacă fațada clădirii care la acel moment aparținea Trustului de construcții în stil «„istorist”, aducând-o cumva la aspectul său inițial». În continuare spunea că a fost criticat de colegi arhitecți, care i-au reproșat că nu a făcut o casă modernă, însă după mult deliberare Sturdza a ales o soluție „veche”, pentru a respecta coerența ansamblului pieței, hotărâre în care a fost susținut de șeful său Teodor Ciomocoș.
Casa „La Trei Husari”, situată la adresa Piața Unirii nr. 2, își trage numele de la ospătăria pe care a găzduit-o în incinta sa. La fel ca și casa „La Elefant” avea doar un etaj, însă a fost supraetajată în perioada interbelică. Deși zidăria inițială a fost menținută, în acea perioadă i-a fost aplicată o fațadă de vilă modernă interbelică, fațadă care nu se potrivea în ansamblul pieței. În consecință, fațada a fost remodelată de Șerban Sturdza în 1983, în stil eclectic istoricist.

### Casa Brück

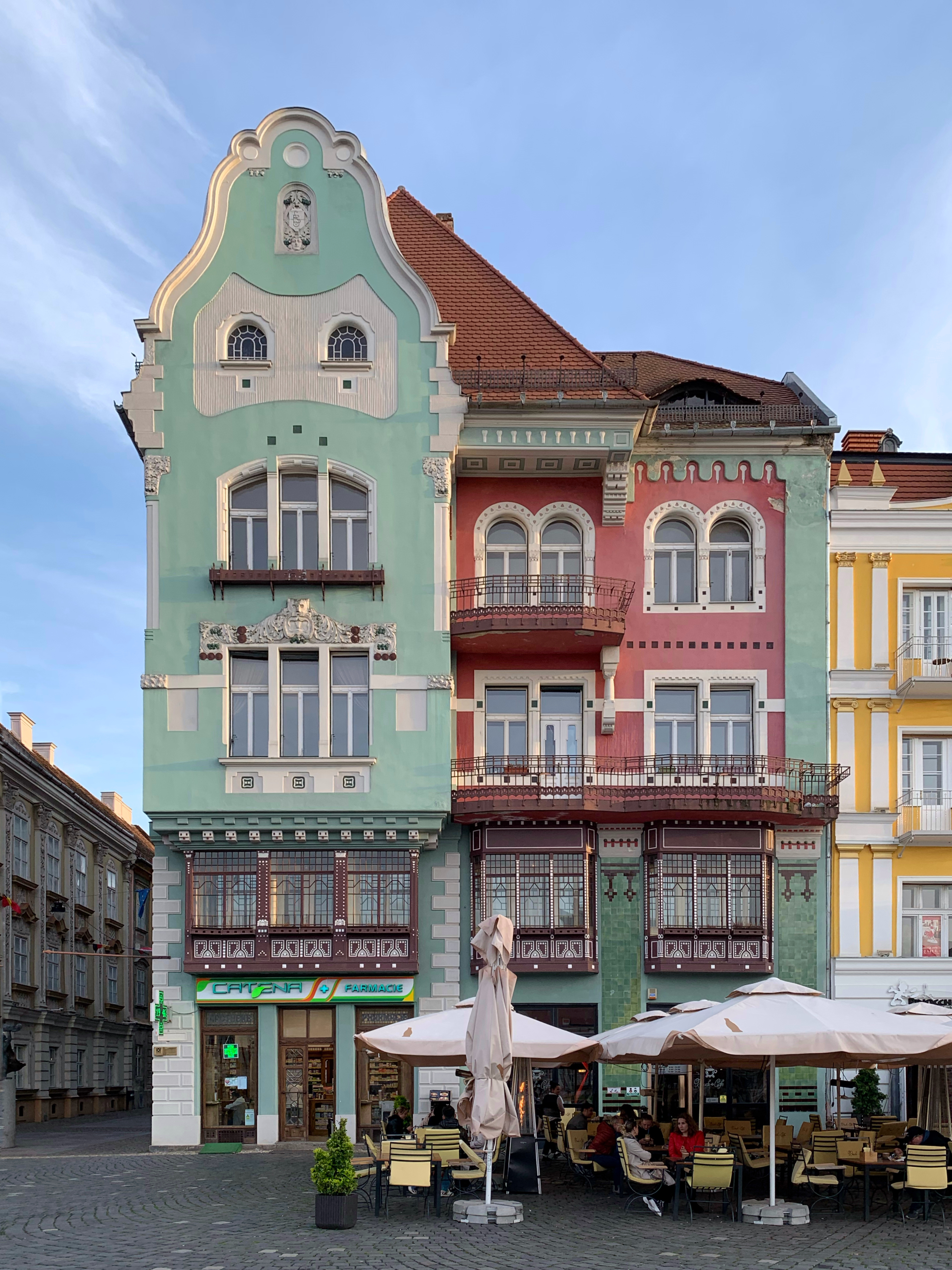
Casa Brück, din 2023, este ocupată de Catena

Pe locul actualei case exista la 1758 o casă cu parter și etaj. De-a lungul timpului, în clădire a funcționat farmacia „La Crucea de Aur”. Imobilul actual a fost construit în 1910, fiind dat în comandă de Salomon Brück. Stilul arhitectonic este Szeceszió (stilul Secession din Ungaria), arhitect fiind László Székely și constructor Arnold Merbl.
Casa Brück este formată dintr-un subsol, parter și trei etaje. Fundația și zidurile sunt construite din cărămizi, iar fațada este decorată cu plăci ceramice care înfățișează motive din folclorul maghiar, tipice arhitecturii Szeceszió. Pe fronton sunt inscripționate literele BS, inițialele primului proprietar.
Casa a fost restaurată prin eforturile unui italian, Gianluca Testa, care a cumpărat un apartament și a făcut eforturi pentru a fi aprobate de către primărie planurile de refacere.
La parterul Casei Brück funcționează din 1910 o farmacie, care păstrează în parte mobilierul și vitrinele originale.

### Palatul Baroc

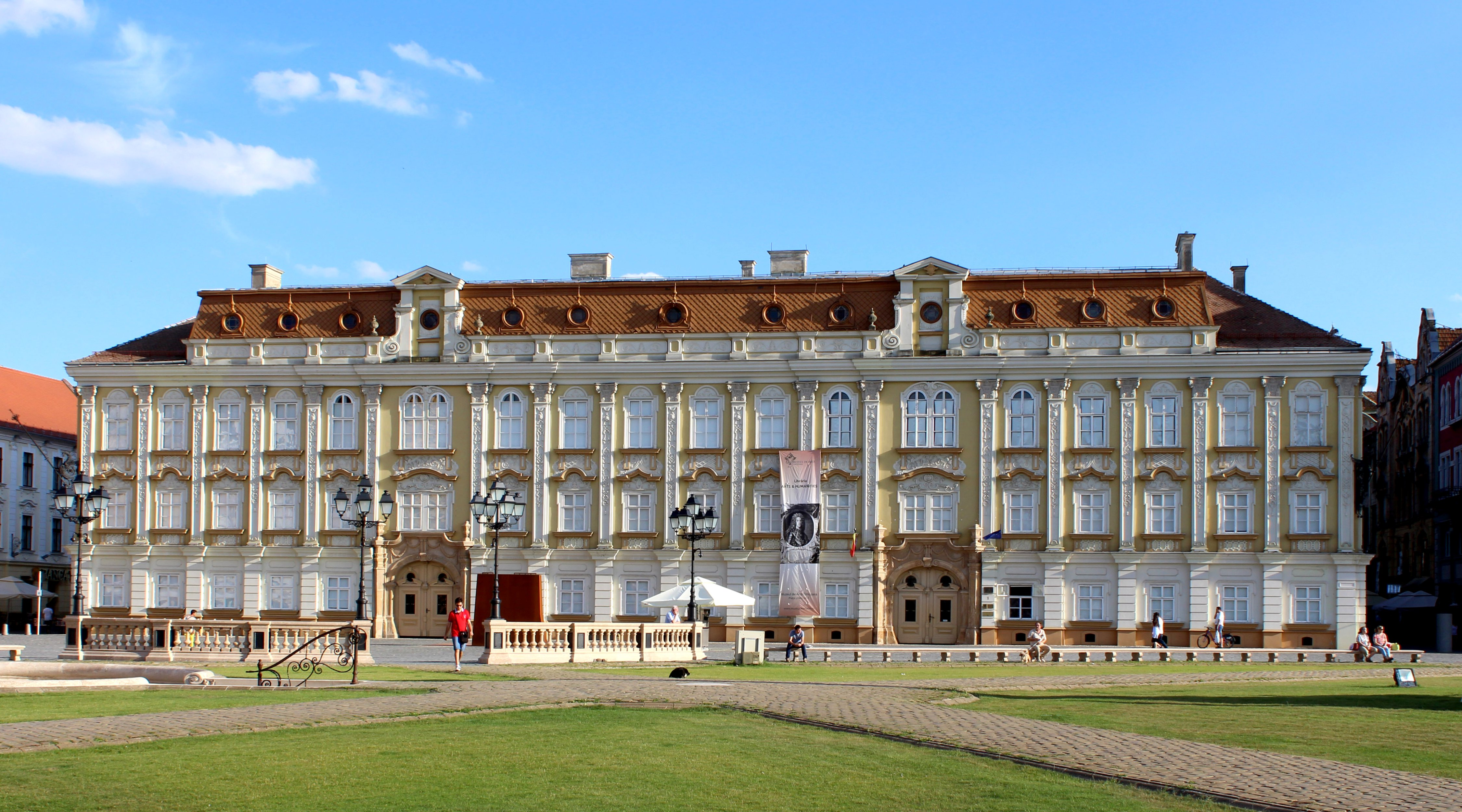
Palatul Baroc, găzduiește Muzeul de Artă

Palatul Baroc a fost de la construirea lui sediu administrativ. În prezent găzduiește Muzeul de Artă din Timișoara.
Palatul are o formă rectangulară. Are subsol, parter, două etaje și o mansardă. Structura s-a dezvoltat înglobând unele clădiri mai vechi, printre ele clădirea Oficiului minier din 1733. Palatul a găzduit de-a lungul istoriei sale personalități istorice importante, precum împăratul Iosif al II-lea (în 1767), împăratul Franz Joseph (în 1872) și cuplul regal al României, regele Ferdinand al României și regina Maria (în 1923).
Deși clădirea a fost inaugurată la 21 decembrie 2006 ca sediu al Muzeului de Artă din Timișoara, arhitectul Șerban Sturdza remarca într-un interviu din 2013 că restaurarea clădirii nu fusese terminată complet nici după 35 de ani.

### Fântâna

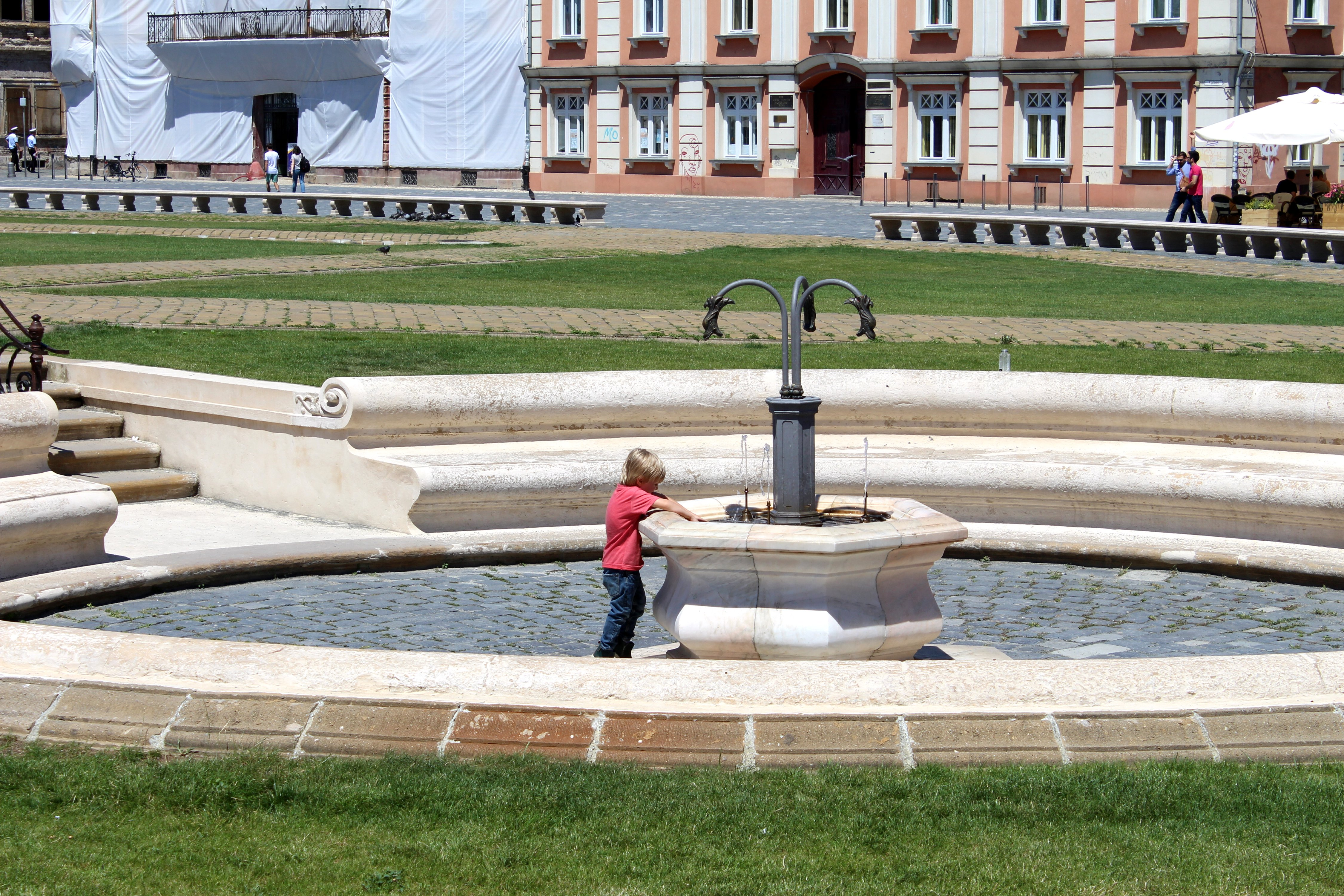
Fântâna din piață

Se află între statuia Sfintei Treimi și domul catolic. Aducținea de apă s-a făcut printr-un foraj în anul 1894 până la adâncimea de 412 metri. Apa avea un conținut ridicat de magneziu, calciu și o temperatură de 24,5 grade. Timp îndelungat după săparea fântânii, pe lângă apă a mai ieșit la suprafață și gaz metan. Temperatura apei în timp a scăzut, ceea ce i-a crescut gradul de potabilitate.

### Monumentul „Sfânta Treime”

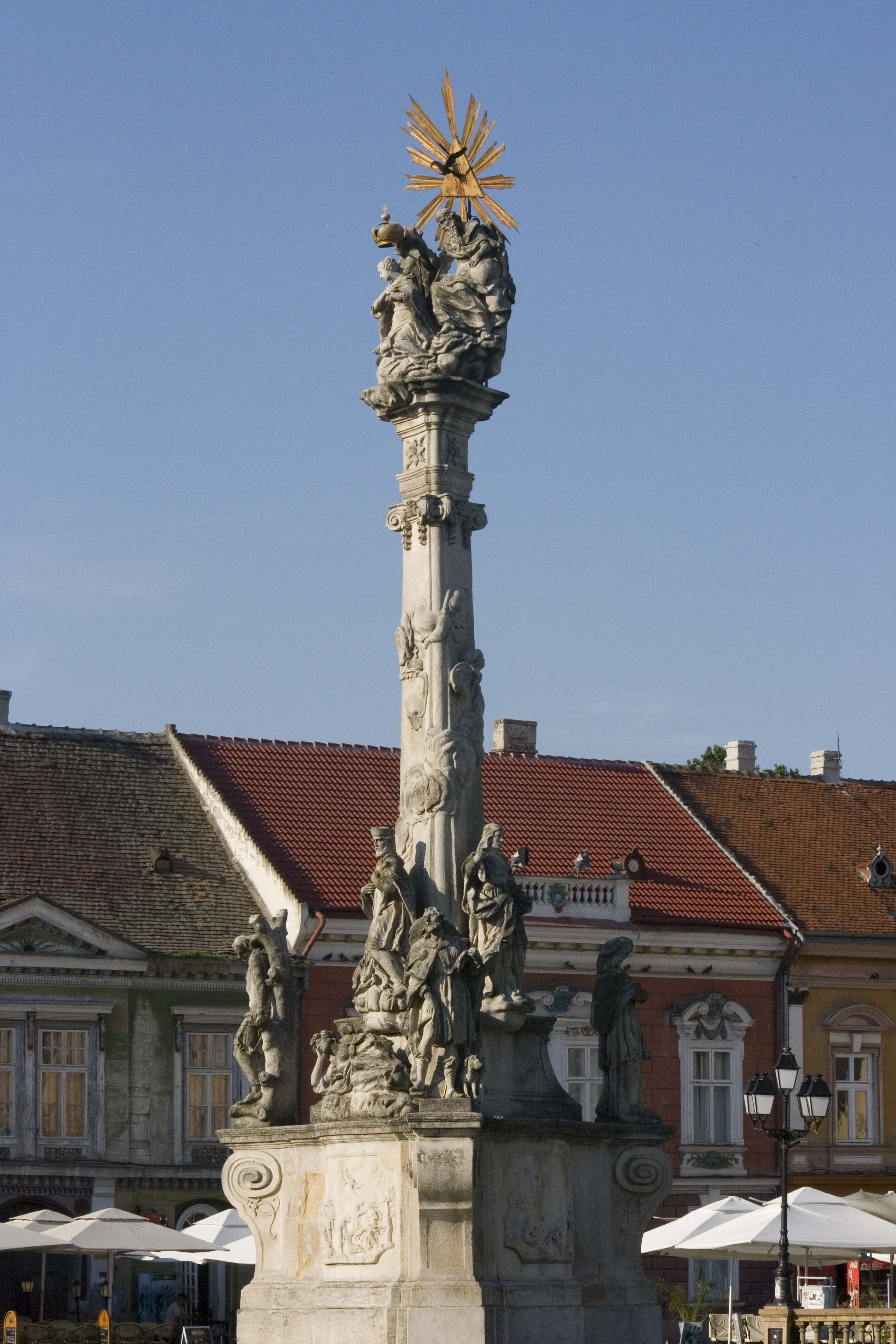
Coloana Ciumei din piață

Coloana Ciumei (în germană Pestsäule, Dreifaltigkeitssäule), Monumentul Sfintei Treimi – cunoscut și ca Statuia Ciumei, este înălțat în mijlocul pieței și amintește de încetarea epidemiei de ciumă care a devastat Banatul între 1731 și 1738. Piatra de fundație a fost pusă la 23 noiembrie 1740 de către un consilier al administrației locale de pe atunci, Johann Anton Deschan von Hannsen. Este compus dintr-o coloană înaltă triunghiulară pe care tronează Sfânta Treime. La bază se află mai multe statui.